# Dead or Alive 3
Dead or Alive 3 (デッド オア アライブ3?, Deddo oa Araibu 3), abbreviato DOA3, è un picchiaduro 3D appartenente alla serie Dead or Alive, pubblicato in esclusiva per la console Xbox tra i primi titoli pubblicati per la console americana.

## Trama
Hayate, dopo aver recuperato la memoria alla fine del secondo torneo ritorna al villaggio e diventa il 18° capoclan. Nello stesso periodo Genra, capo della setta Hajin Mon del clan e padre adottivo di Ayane, viene rapito dalla DOATEC e sottoposto al Progetto Omega, diventando un superuomo controllato dall'organizzazione. Hayate, Ayane e Hayabusa sono così costretti ad iscriversi al torneo per cercare di fermarlo. Nel frattempo Kasumi, ancora una nukenin, partecipa al torneo per cercare di parlare con Hayate ed essere riammessa al villaggio.
Helena viene rapita dalla Donovan che le affida Christie come assistente personale, mentre in realtà è un'assassina con lo scopo di tenerla d'occhio. Nuovi partecipanti sono Hitomi, alla ricerca di Ein, che ha ospitato in DOA2 e a cui ha insegnato il karate, e Brad Wong, alla ricerca della mitica bevanda Genra. Alla fine del torneo Ayane uccide Genra, diventando ufficialmente la vincitrice del torneo.

## Personaggi
I personaggi giocabili sono 17, più il boss Omega non utilizzabile in nessuna modalità:
- Ayane, ninja giapponese e sorellastra di Kasumi e Hayate. Partecipa per uccidere il suo maestro e padre adottivo Genra, trasformato dalla DOATEC in un supersoldato senza coscienza.[2]
- Bass, pro-wrestler statunitense e padre di Tina, dall'età di quarantasei anni. Partecipa per non far vincere il torneo a Tina e fermare i suoi sogni di attrice.[2]
- Bayman, assassino russo, praticante di sambo. Partecipa al torneo per vendicarsi del tradimento di Donovan.[2]
- Brad Wong, zingaro cinese, praticante di zui ba xian quan. Il suo maestro Chen gli aveva affidato la missione di recuperare la leggendaria bevanda Genra, e dopo tre anni di ricerca giunge al torneo pensando di trovarla lì.[2]
- Christie, assassina britannica e maestra di she quan. Partecipa al torneo sotto copertura, dopo essere stata ingaggiata da Donovan per tenere d'occhio Helena.[2]
- Ein, karateka ventitreenne alter ego di Hayate. È un personaggio segreto sbloccabile che non partecipa al torneo.
- Gen Fu, maestro di xinyi liuhe quan e proprietario di una libreria, dell'età di 65 anni e nato in Cina. Dopo aver speso i soldi del precedente torneo per curare sua nipote Mei Lin, è costretto a tornarvi per pagare un'ultima operazione.[2]
- Hayate, 18° capo del clan Mugen Tenshin e fratello di Kasumi, giù apparso in DOA2 come Ein. Dopo aver riacquistato la memoria, decide di partecipare al torneo per sconfiggere Genra, trasformato dalla DOATEC in una macchina da guerra.[2]
- Helena, cantante lirica ventunenne e praticante di pi qua quan. Di origine francese, è stata resa prigioniera da Donovan, che la sfida a vincere il torneo.[2]
- Hitomi, karateka tedesca di diciotto anni, attualmente studentessa delle scuole superiori. Partecipa al torneo per dimostrare la sua forza.[2]
- Jann Lee, guardia del corpo ventenne e praticante di Jeet Kune Do, anch'esso cinese. Partecipa per dimostrare la sua forza.[2]
- Kasumi, ninja giapponese del clan Mugen Tenshin. Partecipa al torneo per incontrare finalmente Hayate.[2]
- Leifang, studentessa universitaria cinese, maestra del t'ai chi quan. Ha diciannove anni e proviene dalla Cina. Partecipa per sconfiggere Jann Lee.[2]
- Ryu Hayabusa, ninja ventitreenne, proprietario di un negozio di antiquariato e migliore amico di Hayate. Partecipa al torneo per sconfiggere Genra.[2]
- Leon, mercenario italiano e praticante di sambo. Ha quarantadue anni e partecipa nuovamente al torneo per dimostrare di essere il combattente più forte del mondo, promessa che aveva fatto alla sua amata Rolande, ormai deceduta.[2]
- Tina, pro-wrestler statunitense di ventidue anni. Dopo essere riuscita a diventare una modella in DOA2, partecipa nuovamente per sfondare come attrice.[2]
- Zack, DJ americano e praticante del muay thai, proveniente dagli Stati Uniti. Dopo aver speso tutti i soldi della vincita del precedente torneo, torna a parteciparvi per diventare nuovamente ricco.[2]
- Omega, una macchina da guerra sotto il controllo dalla DOATEC. In origine Genra, capo della setta Hajin Mon e padre adottivo di Ayane, è stato rapito dalla DOATEC e sottoposto dal Progetto Omega. Non è giocabile in nessuna modalità.

## Sviluppo
Dead or Alive 3 viene proposto come titolo di lancio dell'Xbox, primo capitolo sviluppato per la Microsoft. La ragione per questa scelta, secondo Itagaki, è il suo desiderio di creare un videogioco per la console più potente del momento. Oltre all'aggiunta di nuovi personaggi e livelli, e ad una grafica migliorata, sono presenti filmati finali per ogni personaggio per fornire una linea narrativa al gioco. D'altra parte la musica, come molte canzoni degli Aerosmith, la penuria di costumi e il boss finale non sono stati molto apprezzati dalla critica.

## Modalità di gioco
Non c'è molta differenza tra Dead or Alive 2 e Dead or Alive 3 a livello di gioco: oltre alla presenza di nuove mosse per i combattenti, lo stile rimane quello tradizionale con il sistema a morra cinese. Vengono aggiunti quattro nuovi personaggi giocabili: Hitomi, karateka che va a sostituire Ein; Brad Wong, maestro di zui baxianquan; Christie, assassina praticante di shequan; Hayate, già apparso come Ein nel periodo in cui aveva perso la memoria.
I livelli, punto caratteristico della serie, continuano la tradizione comprendendo stage multi-piano e zone esplosive. Una delle aggiunte in alcuni livelli è la possibilità di scagliare l'avversario contro il muro facendolo rimbalzare in avanti, dando la possibilità di attaccarlo nuovamente per infliggere danni extra.
Una delle più grandi critiche alla serie è il boss finale, Omega, in cui la prospettiva non è più frontale ma viene spostata dietro il personaggio, il cui il punto focale diventa il boss.

## Versioni
Le versioni di Dead or Alive 3 per i vari mercati sono stati distribuite in lassi di tempo diversi, il che ha permesso al Team Ninja di apportare delle modifiche tra una versione e l'altra.

### Nordamericana
La versione nordamericana, comunemente indicata come Dead or Alive 3.0, è stata distribuita nel novembre 2001 e rappresenta la versione base. È stato in seguito reso disponibile un Booster Pack, tramite un CD contenuto in Xbox Official Magazine e in Dead or Alive Ultimate, in cui erano presenti tutti i miglioramenti dell'edizione europea.

### Giapponese
La versione giapponese, indicata come Dead or Alive 3.1, include diversi miglioramenti al gameplay: la possibilità di evadere attacchi lateralmente (sidestepping); il rimbalzo contro il muro è stato smorzato per non dare troppo vantaggio all'avversario; le pose marziali di Helena, Brad Wong e Bayman sono state rese più elusive; un numero maggiore di attacchi è in grado di rompere la difesa avversaria; sono state aggiunte alcune prese che lanciano gli avversari in alto, con la possibilità di eseguire colpi mentre essi scendono verso il suolo.
Oltre a ciò, sono stati aggiunti ulteriori migliorie alla grafica, come il riflesso del ghiaccio oppure il vapore che si alza quando si cammina sull'acqua, ma anche nuovi costumi e un nuovo filmato introduttivo.

### Europea
La versione europea, Dead or Alive 3.2, oltre a tutte le caratteristiche della 3.1, limitava le mosse di evasione laterale bilanciando il gioco.

## Distribuzione
Una colonna sonora del videogioco, chiamata Dead or Alive 3 Original Sound Trax (KWCD-1006) è stata distribuita da Wake Up nel 2002. Il titolo è stato reso retrocompatibile con Xbox 360.

## Accoglienza
Dead or Alive 3 è stata ben accolto dalla critica. In Giappone, Famitsū ha dato il punteggio di 37 su 40. GameSpot, al contrario, ha apprezzato la grafica ma criticato il contenuto non innovativo. IGN lo ha invece trovato un passo avanti rispetto ai predecessori, lodando il pieno utilizzo delle potenzialità dell'Xbox.
Dead or Alive 3 ha venduto più di milione di copie nei primi cinque mesi dalla distribuzione secondo Icons, diventando il terzo gioco più venduto al lancio per Xbox dopo Halo: Combat Evolved e Project Gotham Racing.
Nel 2008, Cinema Blend lo ha posto ottavo nella classifica dei migliori picchiaduro di sempre, mentre nel 2011, Complex lo ha posto quindicesimo. GamesRadar lo ha incluso tra i giochi Xbox che "hanno formato una generazione".